# Benjamin André
Benjamin André (Nice, 3 de agosto de 1990) é um futebolista francês que atua como meio-campista. Atualmente joga pelo Lille.

## Carreira
Benjamin André começou a carreira no Ajaccio.

## Títulos
Lille
- Campeonato Francês: 2020-21[2]
- Supercopa da França: 2021